# Nižný Skálnik
Nižný Skálnik é um município da Eslováquia, situado no distrito de Rimavská Sobota, na região de Banská Bystrica. Tem 5,3 km² de área e sua população em 2018 foi estimada em 184 habitantes.

## Demografia
| Ano:        | 1994 | 2004   | 2014   | 2024   |
| ----------- | ---- | ------ | ------ | ------ |
| Broj ljudi: | 184  | 192    | 191    | 187    |
| Razlika:    |      | +4,34% | -0,52% | -2,09% |

| Ano:               | 2023 | 2024   |
| ------------------ | ---- | ------ |
| Número de pessoas: | 188  | 187    |
| Diferença:         |      | -0,53% |